# Cantón de Bourg-Lastic
El cantón de Bourg-Lastic era una división administrativa francesa, que estaba situada en el departamento de Puy-de-Dôme y la región de Auvernia.

## Composición
El cantón estaba formado por siete comunas:
- Bourg-Lastic
- Briffons
- Lastic
- Messeix
- Saint-Julien-Puy-Lavèze
- Saint-Sulpice
- Savennes

## Supresión del cantón de Bourg-Lastic
En aplicación del Decreto nº 2014-210 de 21 de febrero de 2014, el cantón de Bourg-Lastic fue suprimido el 22 de marzo de 2015 y sus 7 comunas pasaron a formar parte del nuevo cantón de Saint-Ours.